# Logical Machine Corporation
Logical Machine Corporation (LOMAC), originalmente John Peers and Company, y más tarde Logical Business Machines, Inc., fue una empresa informática activa desde mediados de la década de 1970 hasta la década de 1980.

## Historia
John Peers (nacido en 1942) fundó Logical Machine Corporation como John Peers and Company en septiembre de 1974. La compañía originalmente ocupaba una oficina de 4500 pies cuadrados en Burlingame, California. La empresa fue la cuarta de Peers; recientemente había vendido Allied Business Systems de Londres a Trafalgar House en 1974. Peers buscaba levantar una manufactura en una zona agrícola en Ukiah, California. Luego de un retraso, causado en parte por residentes preocupados, se levantó una planta de 30 000 pies cuadrados en Burke Hill, tres millas al sur de Ukiah.
La planta de Ukiah se construyó para fabricar en masa la minicomputadora ADAM de la compañía. La computadora ADAM ejecutaba un compilador especializado para el lenguaje de programación inglés natural de la empresa; es decir, el lenguaje de programación intentó emular de cerca la sintaxis inglesa. Los prototipos del ADAM fueron construidos en mayo de 1974, según las especificaciones diseñadas en octubre de 1973. Los pares aún tenían que patentar la tecnología en junio de 1975. La unidad central de procesamiento de ADAM se atornilló a un escritorio en forma de L de 7 por 6 pies, sobre el cual descansaba su terminal. Se instalaron veinte unidades de ADAM entre abril de 1975 y febrero de 1976, de una acumulación de pedidos de 3500 de 500 clientes, fabricados en la sede de Burlingame de la empresa. Costó 40 000 dólares estadounidenses. Un controvertido anuncio impreso que presentaba a una mujer desnuda sentada en una terminal ADAM, como un pastiche de Adán y Eva (en referencia a que en inglés Adán es llamado «Adam») fue retirado a principios de 1976 como resultado de la protesta de la Organización Nacional de Mujeres.
La empresa cambió su nombre a Logical Machine Corporation (LOMAC) en octubre de 1976 y trasladó su sede a un edificio de 26 000 pies cuadrados en Sunnyvale, California, en previsión de un aumento de los pedidos de ADAM. La empresa ocupaba originalmente la mitad del edificio; luego compraron la otra mitad al arrendatario en julio de 1977 para duplicar su producción manufacturera. Para el año fiscal 1977, la compañía ganó $5 millones en ingresos. En diciembre de 1977, LOMAC adquirió Byte, Inc., el propietario de The Byte Shop, la primera cadena minorista de computadoras, de Paul Terrell y Boyd Wilson por un monto no especificado. The Byte Shop tenía 65 ubicaciones en el Área de la Bahía de San Francisco en 1978; atendía principalmente a los aficionados con kits de microcomputadoras de bajo costo, en contraste con el alto costo de ADAM de LOMAC. Sin embargo, en julio de 1978, LOMAC pudo reducir el precio del ADAM a $ 15 000. En ese momento, la compañía había enviado su ADAM número 50 y se había expandido a 14 países.
También en 1978, LOMAC adquirió Mass Memory, una empresa de almacenamiento óptico de alta tecnología con sede en Phoenix, Arizona, cuyos productos tenían capacidades de almacenamiento del orden de gigabytes y terabytes, y Centigram, creadores de Mike, una computadora con reconocimiento de voz. Más tarde ese año, la compañía presentó Tina, una versión de bajo costo del ADAM. LOMAC sufrió pérdidas ese año y nombró a Jerry Brandt en la junta directiva, nombrándolo director de operaciones, en agosto de 1978. Voakes hizo que Logical absorbiera Mass Memory y Centigram en las operaciones matrices, cerrando sus respectivas plantas en el proceso, convirtió 10 Byte Shops en franquicias y abrió 25 ubicaciones Byte más franquiciadas, y detuvo las ventas directas de los productos informáticos comerciales de LOMAC. A principios de 1979, LOMAC volvió a ser rentable y Brandt fue liberado de LOMAC.
Peers abandonó LOMAC en 1980, luego de una caída en las ventas de la compañía. Ese año se convirtió en director ejecutivo de la Sociedad de Robótica de los Estados Unidos, un consorcio de empresas de automatización industrial. Tras la salida de Peers, LOMAC cambió su nombre a Logical Business Machines, adoptando el nombre de su filial europea. En 1983, la compañía anunció un clon de 16 bits de la IBM PC, llamado Logical L-XT, que incluía un disco duro de 10 MB, una unidad de disquete de 320 KB y 192 KB de RAM y un reloj en tiempo real, y se envió con varios software (incluidos MS-DOS, un procesador de textos y una aplicación de hoja de cálculo) y un monitor CRT ámbar. Al año siguiente, la empresa presentó L-NET, un sistema de red de área local basado en L-XT que podía conectar hasta 64 computadoras. L-NET se envió con un lenguaje de programación natural, Diplomat, un descendiente del lenguaje de programación utilizado en ADAM.
En junio de 1983, Logical demandó a Coleco Industries por infracción de marca registrada con la microcomputadora Adam de este último. Logical citó la confusión de su base de clientes existente con su ya existente ADAM causada por el anuncio de Coleco Adam como base para la demanda. Coleco desafió a Logical frente a la prensa, escribiendo que los derechos de Logical sobre la marca Adam para uso en computadoras habían caducado a principios de año. Los dos llegaron a un acuerdo extrajudicial, y Coleco acordó licenciar el nombre Adam de Logical a cambio de derechos ilimitados sobre la marca comercial Adam.
Logical detuvo el desarrollo del L-XT cuando se acogió al Capítulo 11 de la Ley de Quiebras en julio de 1984. La compañía se había sumido en $4 millones en deuda. Salieron de la bancarrota en septiembre de 1985, después de recibir una inyección de $2 millones de Carat Ltd. Este último recibió de inmediato algo menos del 50 por ciento de la propiedad de Logical: esta participación crecería a más del 50 por ciento en los próximos seis meses. Como parte de los términos para salir de la bancarrota, Logical dejó de fabricar hardware y se convirtió estrictamente en una empresa de desarrollo de software y revendedor de sistemas informáticos de valor agregado.